# Oli Udoh
Olisaemeka „Oli“ Udoh (geboren am 14. Februar 1997 in Fayetteville, North Carolina) ist ein US-amerikanischer American-Football-Spieler. Er wird als Offensive Tackle und als Guard eingesetzt. Udoh spielte College Football für die Elon University und steht seit 2024 bei den New Orleans Saints in der National Football League (NFL) unter Vertrag. Zuvor spielte er fünf Jahre lang für die Minnesota Vikings.

## College
Udohs Eltern wanderten aus Nigeria in die Vereinigten Staaten ein. Er besuchte die Terry Sanford High School in seiner Heimatstadt Fayetteville, North Carolina und begann dort als Sophomore, American Football zu spielen. Er spielte zwei Jahre lang als Defensive Tackle, bevor er in seinem letzten Highschool-Jahr in die Offensive Line wechselte. Ab 2014 ging er auf die Elon University und spielte dort College Football für die Elon Phoenix in der zweitklassigen NCAA Division I Football Championship Subdivision. Wegen Übergewichts bestand Udoh dort zunächst einen Konditionstest nicht und legte ein Redshirtjahr ein. Anschließend war er als Right Tackle vier Jahre lang Stammspieler bei den Phoenix. In der Saison 2018 wurde Udoh in das All-Star-Team der Colonial Athletic Association (CAA) gewählt. Er nahm am Senior Bowl teil.

## NFL
Udoh wurde im NFL Draft 2019 in der sechsten Runde an 193. Stelle von den Minnesota Vikings ausgewählt. In seinen ersten beiden Spielzeiten für Minnesota stand er als Ersatzspieler kaum auf dem Feld und kam in sieben Partien zum Einsatz. Dabei sah er nur im bedeutungslosen letzten Spiel der Regular Season 2019 gegen die Chicago Bears als Right Tackle signifikante Einsatzzeit, da die Vikings bereits sicher als sechstes Team für die Play-offs qualifiziert waren und ihre Starter schonten. In der Vorbereitung auf die Saison 2021 konnte Udoh sich gegen Dakota Dozier, der in der Vorsaison nicht hatte überzeugen können, und Rookie Wyatt Davis in der Konkurrenz um den Posten als Starter auf der Position des Right Guards durchsetzen und ging als Stammspieler in seine dritte NFL-Saison. Durch den verletzungsbedingten Ausfall von Christian Darrisaw spielte Udoh am 13. und 14. Spieltag als Left Tackle. Nach der Rückkehr von Darrisaw verlor Udoh zunächst seinen Platz in der Startaufstellung, kehrte infolge einer Verletzung von Mason Cole allerdings nach einer Partie als Ersatzspieler wieder auf die Position des Right Guards zurück. In der Saison 2022 war Udoh Ersatzspieler, in den letzten beiden Spielen vertrat er den verletzten Brian O’Neill als Right Tackle. Im März 2023 verlängerte er seinen auslaufenden Vertrag in Minnesota um ein Jahr. Am zweiten Spieltag der Saison 2023 war Udoh als Ersatz für Christian Darrisaw Starter. Bei der Partie gegen die Philadelphia Eagles zog er sich einen Riss der Quadrizepssehne zu und fiel damit für den Rest der Saison aus.
Im März 2024 nahmen die New Orleans Saints Udoh unter Vertrag.